# Женская сборная Непала по хоккею на траве
Женская сборная Непала по хоккею на траве — национальная команда по хоккею на траве, представляющая Непал в международных соревнованиях. Управляется Федерацией хоккея на траве Непала. Бронзовый призёр Южноазиатских игр 2016 года.

## История
Женская сборная Непала никогда не участвовала в крупных международных турнирах — летних Олимпийских играх и чемпионатах мира, а также в главных континентальных соревнованиях — чемпионатах Азии и Азиатских играх.
Непальские хоккеистки дебютировали на международном уровне в феврале 2016 года на Южноазиатских играх в Гувахати. В первом матче кругового турнира сборная Непала крупно проиграла Индии — 0:24, а во втором потерпела поражение от сборной Шри-Ланки — 0:15, завоевав в итоге бронзовые медали. Главным тренером женской сборной Непала на турнире был местный специалист Раджендра Патхак.
В состав женской сборной Непала на первом в её истории турнире входили вратари Кусма Магар и Джьоти Мала, полевые игроки Тара Малла, Камала Чанд, Танка Кхапанги, Бинду Равал, Бимата Бхатт, Тулси Дангаура (капитан команды), Сарита Михе, Раджани Гурунг, Сита Майя Бал, Сима Чоудхури, Анджу Дангаура, Бхагратхи Биста, Хома Дангал, Шилпа Дангаура, Чандра Кусвар, Рекха Бхатта.

## Результаты выступления

### Южноазиатские игры
- 2016 —